# Черна Хора
Градчето Черна хора (Černá Hora) се намира в окръга Бланско (Blansko) в южноморавския край (Jihomoravcký kraj) на Чешката република. Името на градчето означава „Черна планина“. Намира се на южния край на Босковишката бразда и е предпазвано от върховете Буковице – 500 метра над морското равнище (м.м.р.), Йешетин – 424 м.м.р и Пасека, на върха на който се намира крепост (виж карта – ). На 28. 8. 2006 градчето е имало 1884 жители.

## История
За първи път писмено се споменава за общината в 1281 година. Черна хора е свързана със заселването около Кладския път от Бърно до Вратислав. Преди 1279 година на това място била изградена крепост. Нейните руини били намерени при строителството на околовтъстното шосе през 1973 година. Най-старият известен собственик на крепостта бил Матоуш от Черна хора (1281 – 1298). През 16 век крепостта била престроена на ренесансов замък от Албрехт Чернохорски от Босковице (Boskovice). След пожара в 1724 година замъкът е бил възстановен чак в началото на 19 век. След това е бил преправен според проекта на Теофил Хансен (Theofil Hansen). В 1866 година в замъка се срещат пруският канцлер Бисмарк и началникът на генералния щаб Молтке с френския посланик на Наполеон III в Берлин В. Бенедетти (V.Benedetti). Печатът със знакът на градчето е от 1556 година. От 1550 година се пише за чернохорската бирената фабрика (пивовар) собстеност на тогавашните господари. През 1896 година е основан градския пивовар.
От 10 октомври 2006 година на общината е бил върнат статутът „миестит“ (městys) – нещо между град и село.

## Исторически забележителности
- Енорийската църква Свети Вавржинец (Kostel svatého Vavřince) – построена през 1707 – 1710 година, кулата и била достроена през 1840 – 1842. Пред църквата се намира статуята на Свети Йан Непомуцки (sv. Jana Nepomuckého).
- Параклисът със статуята на Свети Салватор (sv. Salvátora), до който може да се стигне през Пътя на Кръста водещ по североизточната част на хълма Пасека.
- Замъкът Черна Хора
- Бирената фабрика Пивовар Черна Хора, произвеждащ бирата Черна Хора.

## Интересни факти
Въпреки че Черна Хора е голяма колкото българско село, градчето има силно развита промишленост и дава работа на мнохо хора от околните селища. В Черна Хора се намира пивоварът, три фирми за производство на мебели по поръчка, фирма за шиене на балони за летене, няколко фирми за производсто на метални конструкции, фирма за алуминиева дограма, фирма за обработка на каменни плочи и други. Несъмнено най-интересната фирма обаче е фирма VF, a.s.. Тази фирма е уникална не само в Чехиа, но по-всяка вероятност и в Европа. Фирмата VF, a.s. се занимава с разработка и производство на апаратура и съоръжения за ядрена безопасност. Фирмата е уникална със своята сграда, оборудване и със своите работници. Отвън сградата изглежда като обикновена административна сграда. При строежа и обаче е използвано огромно количество бетон. Целта е била да бъдат изпълнени всички условия според нормите за ядрена безопасност. В подземния етаж на сградата се намира сертифицирана лаборатория за калибриране и контрол на устройства за измерване на радиация. Около лабораторията е създадена контролирана зона. В контролираната зона се влиза със специално облекло и дозиметър. Всички посетители са регистрирани и „тяхната“ доза получена радиация се архивира. Съставна част от тази лаборатория е и облъчвател с няколко много силни източници на радиация в него. Облъчвателят е собствено производство. Освен това в подземния етаж се строи и „Гореща камера“. Това е помещение за манипулации с особено силни източници на радиация. Стените на Горещата камера са около 1 м дебели. Операторът следи обработвания обект през оловно стъкло дебело около 70 см. Манипулациите се извършват чрез ръчни манипулатори (това са метални „ръце“ преминаващи през стените на Горещата камера). Докато в пивоварът Черна Хора работят предимно местни хора, то във фирмата VF, a.s. работят специалисти от широката околия. Някои от тях са се преместили да живеят за постоянно в градчето. Може да се каже, че благодарение на фирмата VF, a.s. в градчето Черна Хора са съсредоточени „мозъци“ в областта на ядрената безопасност от цяла Чехия. Като най-интересни за българите съоръжения, произведени в тази фирма могат да бъдат посочени:
- Монтирано в ЯЕЦ Козлодуй

 – Съоръжение за сортиране на потенциално радиоактивни отпадъци;
 – Апаратура за мониторинг на изпусканите радиоактивни газове от вентилационните комини.
- Монтирано в националното хранилище за радиоактивни отпадъци Нови Хан

 – Гореща камера;
 – Съоръжение за измерване на радиацията на варели с радиоактивни отпадъци;
 – Система за мониторинг на радиационната обстановка.
Фирмата VF, a.s. доставя свое оборудване по цяла Европа. Нейни изделия работят също в Азия и САЩ.

## Известни личности
- Йозеф Пилначек, писател
- Леополд Льов, рабин, реформатор
- Хуго Шанка, учител, писател
- Винценц Шевчик, пастор, депутат

## Галерия
- Черна хора по време на Първата република
- Поглед на замъка откъм гробището
- Черна хора (замъкът)